# Marthelise Eersel
Marthelise G. M. Eersel (Amsterdam, 6 april 1957) is een Surinaams topambtenaar. Ze was directeur op het ministerie van Volksgezondheid en is sinds 2020 directeur van het COVID-19 Crisis Management Team.

## Biografie
Marthelise Eersel is een dochter van de taalkundige en surinamist Hein Eersel. Ze is arts en biostatisticus en studeerde af in de graad van doctor. Ze slaagde in 1989 voor haar graad van doctorandus in volksgezondheid aan Tulane University in den Verenigde Staten.  Ze is verbonden aan het Institute for Graduate Studies & Research op het gebied van volksgezondheid en was directeur op het ministerie van Volksgezondheid. In 2020 volgde ze Cleopatra Jessurun op als directeur van het COVID-19 Crisis Management Team.
In Nickerie is sinds 2020 het Marthelise Eersel Centrum naar haar vernoemd, een overheidsinstantie als deel van de Stichting One Stop Shop (OSS) waar chronisch zieken worden behandeld.